# Tamaricaceae
Tamaricaceae é uma família de plantas angiospérmicas (plantas com flor - divisão Magnoliophyta), pertencente à ordem Caryophyllales.
A ordem à qual pertence esta família está, por sua vez, incluída na classe Magnoliopsida (Dicotiledóneas): desenvolvem, portanto, embriões com dois ou mais cotilédones.
No passado, era colocada, segundo o Sistema de Cronquist, na ordem Violales.
É nativa de áreas mais áridas da Europa, Ásia e África. Muitos dos membros desta família crescem em solos salinos e também alcalinos. As folhas assemelham-se a escamas, de 1 a 5 mm de comprimento, sobrepondo-se umas às outras ao longo do ramo.

## Gêneros
Hololachna

Myricaria

Reaumuria

Tamarix